# Jakob Yngvason
Jakob Yngvason (né le 23 novembre 1945 à Reykjavik) est un physicien islandais et autrichien. Il est l'auteur de travaux en thermodynamique, en théorie quantique des champs et sur la condensation Bose-Einstein.

## Biographie
Après des études secondaires à Reykjavik, Yngvason soutient sa thèse à l'université de Göttingen en 1973. Il devient professeur assistant de cette université de 1973 à 1978. Il est chercheur à l'Institut des sciences de l'université d'Islande puis professeur de physique théorique de 1985 à 1996.
En 1996, il devient professeur de physique mathématique à l'université de Vienne. Il est président de l'Institut international Erwin-Schrödinger pour la physique mathématique (ESI) de 1998 à 2003 puis directeur scientifique de cet institut de 2004 à 2011.

## Distinctions
- Vice-président de l'Association internationale de physique mathématique (2000–2005),
- éditeur en chef de la Reviews in Mathematical Physics (2006-2010),
- membre de Societas Scientiarum Islandica,
- membre correspondant de l'Académie royale danoise des sciences et des lettres,
- membre correspondant de l'Académie des sciences de Göttingen,
- prix Levi Conant de l'American Mathematical Society[1] (2002),
- prix Erwin-Schrödinger de l'Académie autrichienne des sciences (2004).

## Ouvrages
- (en) Elliott H. Lieb, Robert Seiringer, Jan Philip Solovej et Jakob Yngvason, Oberwolfach Seminars : The mathematics of the Bose gas and its condensation, Bale, Birkhauser Verlag, 2005 (ISBN 978-3-7643-7336-8)
- (en) G. Gallavotti, W. L. Reiter et Jakob Yngvason, ESI Lectures in Mathematics and Physics : Boltzmann's Legacy, Société mathématique européenne, 2008 (ISBN 978-3-03719-057-9)